# James Baldwin
James Baldwin (New York, 2 augustus 1924 – Saint-Paul-de-Vence, 1 december 1987) was een Amerikaans schrijver en sociaal criticus. Hij werd vooral bekend door zijn semiautobiografische (eerste) roman Go Tell it on the Mountain.

## Thematiek
De meeste van Baldwins boeken gaan over raciale, sociale en seksuele problemen in de Verenigde Staten. Zijn romans en toneelstukken fictionaliseren fundamentele persoonlijke kwesties en dilemma's van Afro-Amerikanen, maar ook van homo's en biseksuele mannen die vaak onder complexe sociale en psychologische druk staan. Zijn werk was een inspiratiebron voor de Afro-Amerikaanse kunstenaar Faith Ringgold. 
Zijn essays, zoals verzameld in Notes of a Native Son (1955), verkennen de vaak subtiele onderliggende raciale, seksuele en klassenverschillen in westerse samenlevingen, met name degene die speelden in de VS in het midden van de 20e eeuw. Sommige van Baldwins essays zijn zo lang als een boek, zoals The Fire Next Time (1963), No Name in the Street (1972) en The Devil Finds Work (1976). Het onvoltooide manuscript Remember This House werd uitgebreid en aangepast voor de verfilming I Am Not Your Negro, een voor een Academy Award genomineerde documentaire.

## Leven en werk
Baldwins stiefvader, David Baldwin, was een dominee en de zoon van een slaaf. James was de oudste van negen kinderen. James Baldwin verliet de Verenigde Staten in 1948 en ging in Parijs wonen waar zijn vriend Richard Wright al eerder naartoe was verhuisd. Zijn boek Giovanni's Room speelt zich af in Parijs.
Baldwin noemde Wright "the greatest black writer in the world for me" en noemde zijn collectie essays Notes of a Native Son, met een duidelijke referentie aan Wrights boek Native Son.
Baldwin overleed eind 1987 aan maagkanker in Saint-Paul-de-Vence. Hij werd begraven op het Ferncliff Cemetery in Hartsdale (New York).

## Citaat
Ignorance, allied with power, is the most ferocious enemy justice can have(Onwetendheid, verbonden met macht, is de verschrikkelijkste vijand die de gerechtigheid kan hebben)
— No Name in the Street, 1972

## Trivia
- In 1953 werd Go Tell it on the Mountain gekozen in de Modern Library-lijst van 100 beste Engelstalige romans uit de 20e eeuw.

## Bibliografie

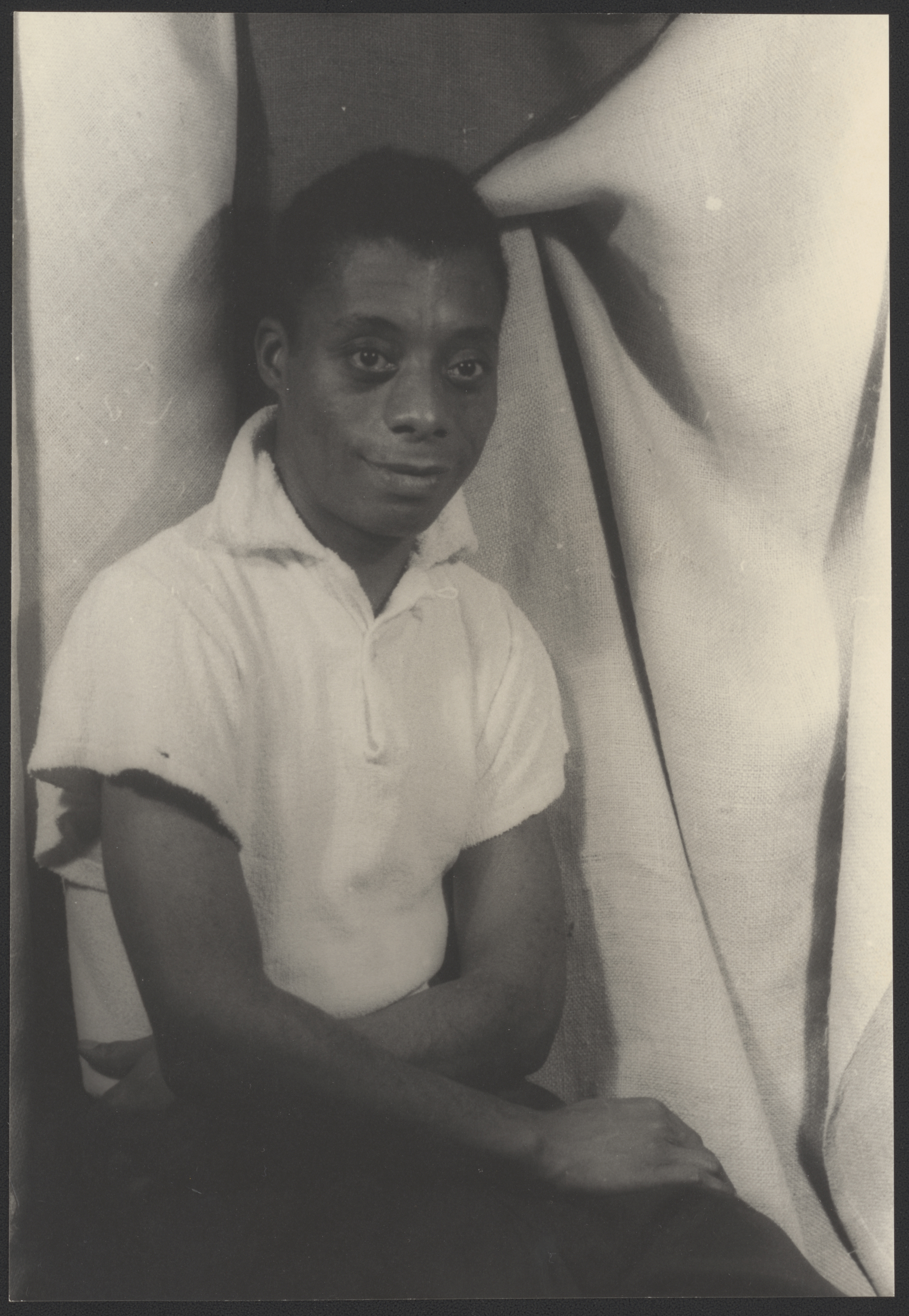
James Baldwin
(1955), Carl Van Vechten, Library of Congress

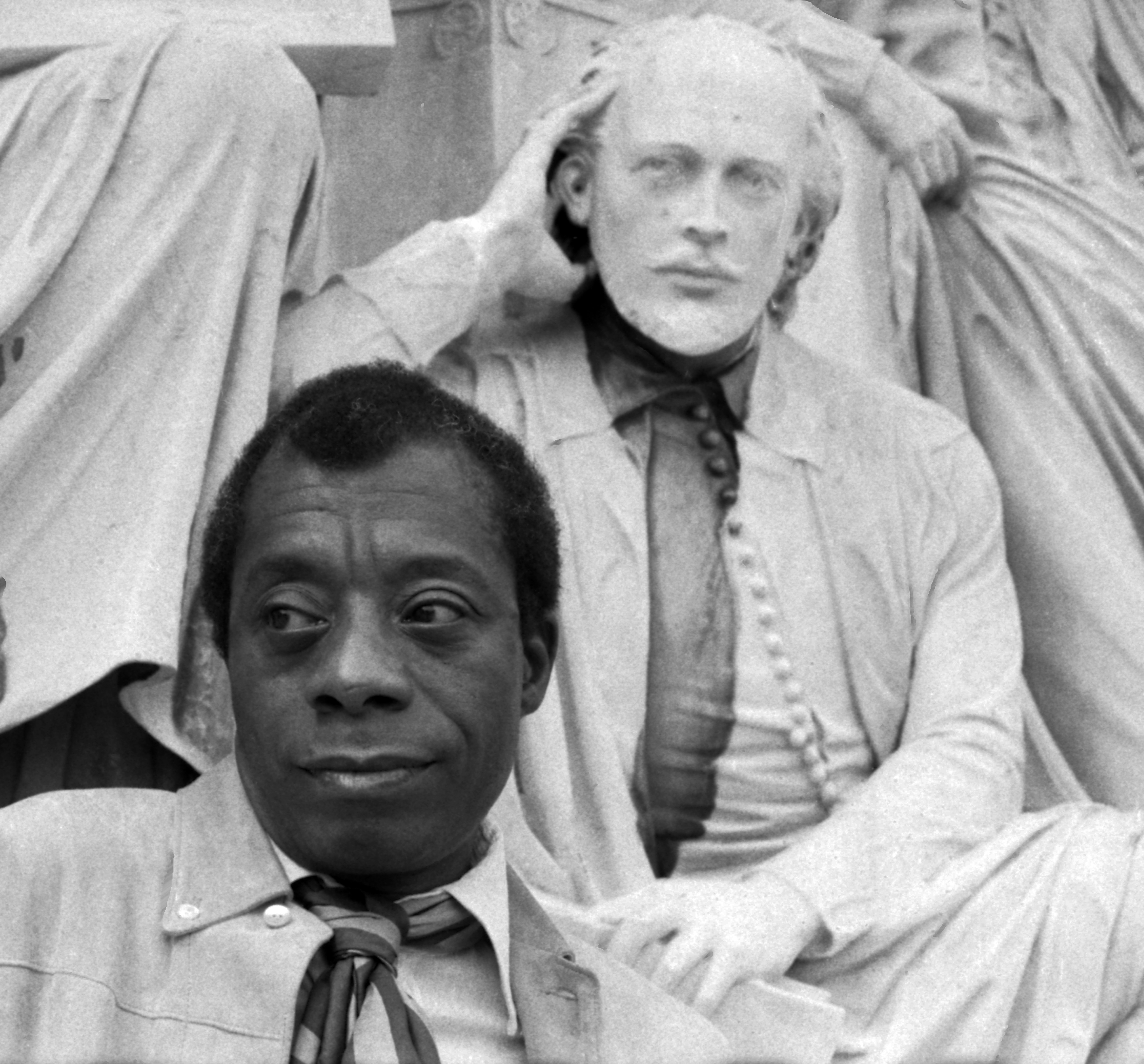
James Baldwin en het beeld van Shakespeare van het Albert Memorial in Hyde Park (1969)